# Freaks (album, Pulp)
Freaks (s podtitulem Ten Stories About Power, Claustrophobia, Suffocation and Holding Hands) je druhé studiové album anglické rockové skupiny Pulp.

## Seznam skladeb
Autorem hudby jsou Pulp. Autorem textů je Jarvis Cocker, s výjimkou „Anorexic Beauty“ (David Kurley) a „Fairground“ a „The Will to Power“ (obě Russell Senior).
Strana 1
1. „Fairground“ – 5:07
2. „I Want You“ – 4:42
3. „Being Followed Home“ – 6:03
4. „Master of the Universe“ – 3:22
5. „Life Must Be So Wonderful“ – 3:59

Strana 2
1. „There's No Emotion“ – 4:28
2. „Anorexic Beauty“ – 2:59
3. „The Never-Ending Story“ – 3:01
4. „Don't You Know“ – 4:09
5. „They Suffocate at Night“ – 6:17

## Obsazení
- Jarvis Cocker – hlavní vokály, kytara, bicí v „Anorexic Beauty“
- Russell Senior – kytara, housle, hlavní vokály ve „Fairground“, „Anorexic Beauty“ a „The Will to Power“
- Candida Doyle – klávesy, doprovodné vokály
- Peter Mansell – baskytara
- Magnus Doyle – bicí